# Aleksejs Šarando
Aleksejs Šarando (Riga, 1º gennaio 1964) è un ex calciatore lettone, di ruolo attaccante.

## Carriera

### Club
In epoca sovietica ha giocato nelle tre principali squadre lettoni (Zveynieks Liepaya, Daugava Rīga e RAF Jelgava), le uniche che disputavano i campionati nazionali sovietici.
Tornato al Daugava, dopo l'indipendenza, nel 1992 andò in Polonia all'ŁKS Łomża. Dopo un breve ritorno in patria, trascorse due stagioni in Svezia (nel Gällivare) e una in Russia (al Neftechimik Nižnekamsk).
Tornò quindi in patria, prima al LU-Daugava e poi all'FK Riga.

### Nazionale
Esordì in nazionale il 15 maggio 1993 in un incontro valido per le Qualificazioni al campionato mondiale di calcio 1994 contro l'Albania, subentrando a mezz'ora dalla fine ad Armands Zeiberliņš. Nella partita successiva contro l'Irlanda del Nord, sempre valida per le qualificazioni ai mondiali, esordì da titolare.
La sua prima rete in nazionale risale alla gara di Coppa del Baltico contro l'Estonia: la competizione fu alla fine vinta dalla stessa Lettonia.
Totalizzò 24 presenze in nazionale, segnando 2 reti, la seconda delle quali in amichevole contro l'Islanda nel 1998.

## Statistiche

### Cronologia presenze e reti in nazionale
| Cronologia completa delle presenze e delle reti in nazionale ― Lettonia | Cronologia completa delle presenze e delle reti in nazionale ― Lettonia | Cronologia completa delle presenze e delle reti in nazionale ― Lettonia | Cronologia completa delle presenze e delle reti in nazionale ― Lettonia | Cronologia completa delle presenze e delle reti in nazionale ― Lettonia | Cronologia completa delle presenze e delle reti in nazionale ― Lettonia | Cronologia completa delle presenze e delle reti in nazionale ― Lettonia | Cronologia completa delle presenze e delle reti in nazionale ― Lettonia |
| Data                                                                    | Città                                                                   | In casa                                                                 | Risultato                                                               | Ospiti                                                                  | Competizione                                                            | Reti                                                                    | Note                                                                    |
| ----------------------------------------------------------------------- | ----------------------------------------------------------------------- | ----------------------------------------------------------------------- | ----------------------------------------------------------------------- | ----------------------------------------------------------------------- | ----------------------------------------------------------------------- | ----------------------------------------------------------------------- | ----------------------------------------------------------------------- |
| 15-5-1993                                                               | Riga                                                                    | Lettonia                                                                | 0 – 0                                                                   | Albania                                                                 | Qual. Mondiali 1994                                                     | -                                                                       | 61’                                                                     |
| 2-6-1993                                                                | Riga                                                                    | Lettonia                                                                | 1 – 2                                                                   | Irlanda del Nord                                                        | Qual. Mondiali 1994                                                     | -                                                                       |                                                                         |
| 9-6-1993                                                                | Riga                                                                    | Lettonia                                                                | 0 – 2                                                                   | Irlanda                                                                 | Qual. Mondiali 1994                                                     | -                                                                       | 55’                                                                     |
| 2-7-1993                                                                | Pärnu                                                                   | Estonia                                                                 | 0 – 2                                                                   | Lettonia                                                                | Coppa del Baltico 1993                                                  | 1                                                                       | 46’                                                                     |
| 3-7-1993                                                                | Pärnu                                                                   | Lettonia                                                                | 0 – 0                                                                   | Lituania                                                                | Coppa del Baltico 1993                                                  | -                                                                       |                                                                         |
| 8-9-1993                                                                | Belfast                                                                 | Irlanda del Nord                                                        | 2 – 0                                                                   | Lettonia                                                                | Qual. Mondiali 1994                                                     | -                                                                       |                                                                         |
| 30-7-1994                                                               | Vilnius                                                                 | Estonia                                                                 | 0 – 2                                                                   | Lettonia                                                                | Coppa del Baltico 1994                                                  | -                                                                       | 62’                                                                     |
| 31-7-1994                                                               | Vilnius                                                                 | Lituania                                                                | 1 – 0                                                                   | Lettonia                                                                | Coppa del Baltico 1994                                                  | -                                                                       | Ammonizione                                                             |
| 6-9-1994                                                                | Riga                                                                    | Lettonia                                                                | 0 – 3                                                                   | Irlanda                                                                 | Qual. Euro 1996                                                         | -                                                                       |                                                                         |
| 6-11-1994                                                               | Ozolnieki                                                               | Lettonia                                                                | 0 – 0                                                                   | Estonia                                                                 | Amichevole                                                              | -                                                                       | 46’                                                                     |
| 15-11-1994                                                              | Eschen                                                                  | Liechtenstein                                                           | 0 – 1                                                                   | Lettonia                                                                | Qual. Euro 1996                                                         | -                                                                       |                                                                         |
| 17-5-1998                                                               | Riga                                                                    | Lettonia                                                                | 1 – 5                                                                   | Israele                                                                 | Amichevole                                                              | -                                                                       | 65’                                                                     |
| 25-6-1998                                                               | Valga                                                                   | Estonia                                                                 | 0 – 2                                                                   | Lettonia                                                                | Coppa del Baltico 1998                                                  | -                                                                       |                                                                         |
| 26-6-1998                                                               | Pärnu                                                                   | Andorra                                                                 | 0 – 2                                                                   | Lettonia                                                                | Amichevole                                                              | -                                                                       | 59’                                                                     |
| 19-8-1998                                                               | Reykjavík                                                               | Islanda                                                                 | 4 – 1                                                                   | Lettonia                                                                | Amichevole                                                              | 1                                                                       |                                                                         |
| 6-9-1998                                                                | Oslo                                                                    | Norvegia                                                                | 1 – 3                                                                   | Lettonia                                                                | Qual. Euro 2000                                                         | -                                                                       | 73’                                                                     |
| 10-10-1998                                                              | Riga                                                                    | Lettonia                                                                | 1 – 0                                                                   | Georgia                                                                 | Qual. Euro 2000                                                         | -                                                                       |                                                                         |
| 14-10-1998                                                              | Maribor                                                                 | Slovenia                                                                | 1 – 0                                                                   | Lettonia                                                                | Qual. Euro 2000                                                         | -                                                                       |                                                                         |
| 10-11-1998                                                              | Tunisi                                                                  | Tunisia                                                                 | 3 – 0                                                                   | Lettonia                                                                | Amichevole                                                              | -                                                                       | 46’                                                                     |
| 24-2-1999                                                               | Gerusalemme                                                             | Israele                                                                 | 2 – 0                                                                   | Lettonia                                                                | Amichevole                                                              | -                                                                       | 46’                                                                     |
| 31-3-1999                                                               | Riga                                                                    | Lettonia                                                                | 0 – 0                                                                   | Grecia                                                                  | Qual. Euro 2000                                                         | -                                                                       | 62’                                                                     |
| 28-4-1999                                                               | Riga                                                                    | Lettonia                                                                | 0 – 0                                                                   | Albania                                                                 | Qual. Euro 2000                                                         | -                                                                       | 83’                                                                     |
| 5-6-1999                                                                | Riga                                                                    | Lettonia                                                                | 1 – 2                                                                   | Slovenia                                                                | Qual. Euro 2000                                                         | -                                                                       | 59’                                                                     |
| 8-9-1999                                                                | Tbilisi                                                                 | Georgia                                                                 | 2 – 2                                                                   | Lettonia                                                                | Qual. Euro 2000                                                         | -                                                                       | 74’                                                                     |
| Totale                                                                  |                                                                         | Presenze                                                                | 24                                                                      |                                                                         | Reti                                                                    | 2                                                                       |                                                                         |

## Palmarès

### Club

#### Competizioni nazionali
- Coppa di Lettonia: 1

Rīga: 1999

### Nazionale
- Coppa del Baltico: 1

1993